# Микитей Марія Дмитрівна
Марія Дмитрівна Микитей (26 березня 1931, місто Заставна, цинут Сучава, Королівство Румунія, тепер Заставнівського району Чернівецької області — 1996, місто Заставна, Чернівецька область) — українська радянська діячка, новатор сільськогосподарського виробництва, ланкова та голова колгоспу імені Кірова Заставнівського району Чернівецької області. Депутат Верховної Ради УРСР 4—5-го скликань. Герой Соціалістичної Праці (7.06.1950).

## Біографія
Народилася у селянській родині. З 13-річного віку розпочала свою трудову діяльність у сільському господарстві. У 1947 році вступила до колгоспу імені 29-річчя Радянської армії міста Заставної Чернівецької області.
З 1948 до 1950 року — ланкова комсомольсько-молодіжної буряківничої ланки колгоспу імені 29-річчя Радянської армії міста Заставної Заставнівського району Чернівецької області. З 1950 до 1965 року — ланкова укрупненого колгоспу імені Кірова міста Заставної Заставнівського району Чернівецької області.
У 1949 році буряківнича ланка під керівництвом Марії Микитей зібрала по 629 центнерів цукрових буряків з кожного гектара з ділянки площею 3 гектара. У 1950 році ланка Марії Микитей зібрала вже 654 центнери цукрових буряків з кожного гектара з ділянки площею 3,5 га. Збирала також високі врожаї кукурудзи.
У 1954 році закінчила Чернівецьку трирічну сільськогосподарську школу із підготовки керівних кадрів сільськогосподарського виробництва.
Член КПРС з 1955 року.
У складі радянських делегацій відвідувала Румунію, Чехословаччину, Югославію, Німецьку Демократичну Республіку, Швейцарію. Влітку 1963 року брала участь у роботі Всесвітнього конгресу жінок.
З 1965 року — голова правління колгоспу імені Кірова міста Заставної Заставнівського району Чернівецької області.
Потім — на пенсії.

## Нагороди
- Герой Соціалістичної Праці (7.06.1950)
- три ордени Леніна (7.06.1950, 26.04.1951, 26.02.1958)
- орден Трудового Червоного Прапора
- медалі